# Michael Gruber (Schauspieler)

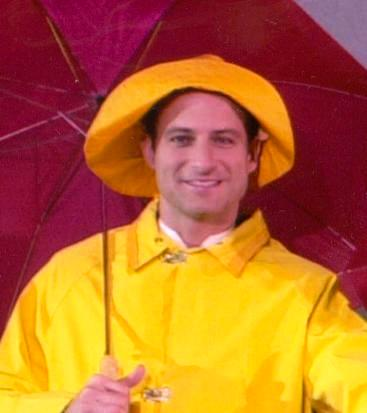
M. Gruber als Don in Singin’ In The Rain

Michael Thomas Gruber (* 1. November 1964) ist ein US-amerikanischer Schauspieler und Sänger.

## Leben
Gruber wurde als jüngster von 4 Kindern in Cincinnati, Ohio, geboren und hat 2 Schwestern sowie einen Bruder. Bereits in frühem Alter zeigte Michael Gruber großes Interesse an Gymnastik und Tauchen. Mit 14 Jahren wurde er weltweit der Zweitbeste Taucher in seiner Altersklasse.
Seine Leidenschaft war die Schauspielerei und so studierte er Theater in der University of Cincinnati College-Conservatory of Music. Seinen Broadway-Durchbruch erlangte er mit A Chorus Line, in den Jahren 1989–1990.
Michael Gruber spielte unter anderem die Rolle des Katers Munkustrap im Musical Cats, sowohl in Broadway-Produktionen als auch in der Video-Verfilmung von Cats aus dem Jahr 1997/98.

## Broadway-Auftritte
- A Chorus Line revival 2007
- Laughing Room Only 2003
- Kiss Me, Kate Hortensio 2001
- Swing! Original cast member 1999–2000
- Cats Munkustrap 1996–1999, zeitweise mit Unterbrechungen für andere Show-Produktionen
- My Favorite Year Original Company Ensemble 1992–1993
- Miss Saigon Original cast member. Periodically left to do other shows Ensemble 1991–1994
- A Chorus Line Final Company Mike 1989–1990

## Nationale Touren
- West Side Story US and European Tours Riff US tour 1990
- A Chorus Line 2008 National tour – Zach

## Off-Broadway-Shows
- Der Zauberer von Oz (The Wizard of Oz) The Theatre at Madison Square Garden; The Tin Man/Hickory 1997

## Regionale Shows
- Irving Berlin’s Easter Parade – Chanhassen Theatres, Chanhassen, MN – Don Hewes – World Premier – 2007
- Irving Berlin’s White Christmas – 5th Avenue Theatre, Seattle and California Musical Theatre, Sacramento and The Hobby Center, Houston – Bob Wallace – 2006–2008
- My One and Only – Reprise!, Los Angeles – Billy Buck – 2006
- Godspell – Walnut Street Theatre, Philadelphia – Jesus – 2006
- Singin’ in the Rain – 5th Avenue Theatre, Seattle – Don Lockwood – 2005
- Singin’ in the Rain – California Musical Theatre, Sacramento – Don Lockwood – 2005
- What a Glorious Feeling – Saugatuck, MI – Stanley Donen – 2005 – World Premier
- White Christmas – Wang Theatre, Boston – Phil Davis – 2005
- Anything Goes Stratford Festival of Canada Billy Crocker 2004
- Singin’ in the Rain Houston’s Theatre Under The Stars Don Lockwood 2004
- Crazy For You PCPA-CA Bobby Child 2003
- Anything Goes FL Billy Crocker 2003
- Dames at Sea Goodspeed Opera House-CT Lucky 2002
- Smokey Joe’s Cafe Sacramento, CA 2002
- Red Hot and Blue Paper Mill Playhouse Fingers 2001
- Singin’ in the Rain Music Theatre of Wichita (KS) Don Lockwood 2000
- Anything Goes 5th Avenue Theatre-Seattle Billy Crocker 2000
- The Who’s Tommy DE, CT, MA, IL Cousin Kevin 1999
- Follies Papermill Playhouse Young Ben 1998
- Oklahoma! Phoenix & Tucson, AZ Jud Fry 1995
- Kiss Me, Kate Goodspeed Opera House-CT Bill/Lucentio 1994
- West Side Story
- Singin’ in the Rain Papermill Playhouse Don Lockwood 1994
- Music Theatre of Wichita Riff 1994
- Good News! Music Theatre of Wichita (KS) Tom Marlowe 1993
- Falsettos Alliance Theatre-Atlanta, GA Whizzer 1993
- Singin’ in the Rain Sacramento, CA Don Lockwood 1993
- Anything Goes Music Theatre of Wichita (KS) Billy Crocker 1993
- Singin’ in the Rain Music Theatre of Wichita (KS) Don Lockwood 1992

## Readings / Workshops
- Taboo 2003
- Sammy Cahn 2003

## Filme
- Cats-VHS/DVD als Munkustrap; aufgezeichnet 1997, erschienen 1998

## Recordings
- Singin’ in the Rain Jay Records
- Follies TVT Soundtrax
- The Most Happy Fella Jay Records
- My Favorite Year BMG Classics
- Good News! Jay Records
- Swing! Sony Classics
- Wonderful Town Jay Records -
- Carols For A Cure 2001 (BC/EFA) Rock-It Science Records